# 姚良
姚良（1923年—2009年12月30日），聖名良（Leon）

姚良

，中国河北省天主教西湾子教区辅理主教，曾经被监禁28年的中国非官方教会主教。政府只承认其神父身份，而不承认他的主教职。

## 生平
1923年，姚良生於河北省，1946年晉鐸。1949年中国共产党建立政权后，姚良的宗教活动受到越来越大的限制。姚良于1956被关进劳改营，两年后因他坚持忠于梵蒂冈的立场被判处终身监禁。1984年姚良获释后仍然受到严密监控，自2002年担任华北天主教西湾子教区辅理主教。2006年7月中国当局又将姚良主教关押两年半，姚良曾为沽源天主堂祝圣是他被拘留的主因。至2009年1月25日获释。2009年12月30日逝世，终年87岁。弥撒于1月6日上午在河北崇礼县西湾子镇天主堂举行，而当局在当地加强保安，防止有人从外县参加葬礼，且不容许以主教规格来进行葬礼。